# Rutilans agmen
Rutilans agmen (pol. Jaśniejący orszak) – list apostolski papieża Jana Pawła II ogłoszony 8 maja 1979 z okazji dziewięćsetnej rocznicy męczeństwa św. Stanisława ze Szczepanowa.

## Tematyka
W incipicie listu papież zwrócił się do prymasa Polski kard. Stefana Wyszyńskiego, arcybiskupa metropolity krakowskiego kard. Franciszka Macharskiego, wszystkich biskupów polskich i całego Kościoła w Polsce.
List dzieli się na pięć części. W pierwszej części Jan Paweł II, cytując jedną z homilii św. Augustyna z Hippony, przypomniał, iż owocem męczeństwa jest głoszenie Chrystusa. Kościół w Polsce wyrósł ze świadectwa męczenników, wśród których jest św. Stanisław, biskup krakowski. Papież dwukrotnie prosił o słowo z okazji dziewięćsetnej rocznicy męczeństwa świętego, najpierw papieża Pawła VI, a następnie swojego poprzednika Jana Pawła I. Nie spodziewał się, że to on sam będzie autorem listu papieskiego z tej okazji. W drugiej części, zwracając uwagę, iż tradycyjne obchody uroczystości męczeństwa św. Stanisława przeniesione zostały na niedzielę Zesłania Ducha Świętego, papież przyrównał biskupa męczennika do Apostołów, którzy wyruszyli z wieczernika, by świadczyć prawdzie Ewangelii, aż do przelania krwi. Chociaż posługa biskupia Stanisława ze Szczepanowa trwała zaledwie siedem lat od 1072 do 1079, to jednak jej trwałe owoce widoczne są obecnie. W trzeciej części papież związał rocznicę męczeństwa św. Stanisława z obchodami tysiąclecia Chrztu Polski. Na życzenie episkopatu Polski wspomnienie św. Stanisława zostało wprowadzone do powszechnego kalendarza kościelnego jako wspomnienie obowiązkowe (memoria obligatoria). W czwartej części przypomniana została historia kultu świętego męczennika, oraz to, iż jest on wraz ze św. Wojciechem i Matką Bożą Królową Polski głównym patronem Polski. W piątej części listu mowa jest o roli męczeństwa św. Stanisława w historii Polski. List kończy błogosławieństwo dla narodu.